# Estación de Renedo
Renedo es una estación ferroviaria situada en el municipio español de Piélagos, en la comunidad autónoma de Cantabria. Dispone de servicios de Media Distancia. Forma parte también de la línea C-1 de Cercanías Cantabria operada por Renfe.

## Situación ferroviaria
La estación se encuentra en el punto kilométrico 494,675 de la línea férrea de ancho ibérico Palencia-Santander a 39,80 metros de altitud. Históricamente dicho kilometraje se corresponde con el trazado Madrid-Santander por Palencia y Alar del Rey. 

## Historia
La estación fue abierta al tráfico el 10 de octubre de 1858 con la apertura del tramo Los Corrales de Buelna-Santander de la línea que pretendía unir Alar del Rey con Santander. Su construcción fue obra de la Compañía del Ferrocarril de Isabel II que en 1871 pasó a llamarse Nueva Compañía del Ferrocarril de Alar a Santander ya que el acceso al trono de Amadeo de Saboya hacía poco recomendable el anterior nombre. Mientras se producía la construcción de la línea, Norte por su parte había logrado alcanzar Alar por el sur uniéndola así a su red que incluía conexiones con Madrid y que se dirigía a buen ritmo a la frontera francesa. En dicho contexto la línea a Santander era más que apetecible para la compañía que finalmente se hizo con ella en 1874. Norte mantuvo la titularidad de la estación hasta que en 1941 se decretó la nacionalización del ferrocarril en España y la misma fue integrada en la recién creada RENFE.
Desde el 31 de diciembre de 2004 Renfe Operadora explota la línea mientras que Adif es la titular de las instalaciones ferroviarias.

## La estación
El ferrocarril atraviesa Renedo lo que permite una ubicación muy cercana al núcleo urbano por parte de la estación. El edificio para viajeros está formado por una estructura de planta rectangular y dos alturas al que se adosa otra similar pero de planta baja. Cuenta con tres vías numeradas como vía 1, 2 y 11 siendo esta última una vía muerta. El acceso a las mismas se realiza gracias a dos andenes laterales. El andén de la vía 1 es considerablemente más largo debido a que en esta vía estacionaban los trenes Estrella Madrid-Santander y viceversa, que efectuaban parada en Renedo hasta finales de 2007, cuando fue suprimido el servicio. En el exterior existe un aparcamiento habilitado.

## Servicios ferroviarios

### Media distancia
Los trenes de Media Distancia que unen Valladolid con Santander tienen parada en la estación. La frecuencia mínima es de dos trenes diarios en ambos sentidos. 
| Línea MD | Servicio        | Origen/Destino          | Paradas intermedias | Destino/Origen          |
| -------- | --------------- | ----------------------- | --- | ----------------------- |
| 20       | Regional Exprés | Valladolid-Campo Grande | Valladolid-Universidad · Cabezón de Pisuerga · Corcos-Aguilarejo · Cubillas de Santa Marta · Dueñas · Venta de Baños · Palencia · Monzón de Campos · El Carrión · Amusco · Piña · Frómista · Osorno · Espinosa de Villagonzalo · Herrera de Pisuerga · Alar del Rey · Mave · Aguilar de Campoo · Quintanilla de las Torres · Mataporquera · Reinosa · Bárcena · Los Corrales de Buelna · Torrelavega · Renedo · Maliaño · Valdecilla | Santander               |
| 20       | Regional Exprés | Valladolid-Campo Grande | Valladolid-Universidad · Cabezón de Pisuerga · Corcos-Aguilarejo · Cubillas de Santa Marta · Dueñas · Venta de Baños · Palencia · El Carrión · Piña · Frómista · Osorno · Espinosa de Villagonzalo · Herrera de Pisuerga · Alar del Rey · Aguilar de Campoo · Mataporquera · Reinosa · Bárcena · Los Corrales de Buelna · Torrelavega · Renedo · Maliaño · Valdecilla                                                                | Santander               |
| 20       | Regional Exprés | Santander               | Valdecilla · Maliaño · Renedo · Torrelavega · Los Corrales de Buelna · Bárcena · Reinosa · Mataporquera · Aguilar de Campoo · Alar del Rey · Herrera de Pisuerga · Espinosa de Villagonzalo · Osorno · Frómista · Piña · El Carrión · Palencia · Venta de Baños · Valladolid-Universidad | Valladolid-Campo Grande |

### Cercanías
Forma parte de la línea C-1 de la red de Cercanías Cantabria. Veintidós trenes en ambos destinos unen Renedo con Santander. En el mejor de los casos el trayecto se cubre en algo más de veinte minutos. Siete de esos trenes tienen como terminal esta estación.
| procedencia/destino | < estación | Línea | estación >                    | destino/procedencia |
| ------------------- | ---------- | ----- | ----------------------------- | ------------------- |
| Santander           | Parbayón   |       | Terminal                      | Terminal            |
| Santander           | Parbayón   | Vioño | Los Corrales de BuelnaReinosa |                     |